# 薛谦光
薛登（651年—719年），原名谦光，常州义兴县（今江苏省宜兴市）人，祖籍河东郡汾阴县（今山西省运城市万荣县），出自河东薛氏南祖，北魏河东康王薛安都六代孙，唐朝官员。

## 生平
薛登于永徽二年（651年）出生，薛登好議論，博涉文史，與徐坚、刘知几齐名。唐睿宗文明元年（684年），解褐阆中主簿。武周天授年间，调任左补阙，上书言事，切中时弊，切谏选举冗滥，不重实才而贵浮词之弊。又请禁绝少数民族首领质子。累迁给事中。长安四年（704年）任常州刺史。平定宣州朱大目之乱有功，转刑部侍郎，尚书左丞。睿宗景云年间擢拜御史大夫，有胡僧惠范恃太平公主权势，魚肉鄉里，夺民店肆，薛登与殿中慕容玽奏弹之，反为太平公主所构，出京为岐州刺史。後官昭文馆学士。唐玄宗开元初年，为东都留守，又转为太子宾客。因与太子李嗣谦同名，赐改名薛登。其子為非作歹为宪司所劾，被牽連，放歸鄉里。以家贫，诏给致仕官俸禄。著有《四时记》二十卷，已佚。《全唐文》存文二篇。《全唐传》存诗一首。

## 家庭

### 六代祖
- 薛安都，北魏河东康王[1]

### 高祖
- 薛元嗣，南梁直阁将军[1]

### 曾祖
- 薛邦，南梁巴东郡太守、赠益州刺史[1]

### 祖父
- 薛翱，南陈员外散骑侍郎、隋朝毗陵郡郡丞[1]

### 父母
- 薛士通，唐朝上大将军、判苏州总管事、东武海泉三州刺史、上柱国、赠使持节、都督越婺衢温台括泉建八州诸军事、越州刺史[1]
- 南阳张氏，西魏少司徒张小白玄孙女，北周嘉陵二州刺史张嚮曾孙女，唐朝使持节、都督代州诸军事、代州刺史、上柱国、淯阳郡公张孝先孙女，唐朝德州平原县泽州端氏县二县令张抱一之女[1]

### 兄弟姐妹
- 薛颖，祠部员外郎[1]
- 薛顗[1]
- 薛文休，正议大夫、稷山县开国男[1]

## 延伸阅读
[在维基数据编辑]
 《舊唐書/卷101》，出自刘昫《舊唐書》
 《新唐書·卷112》，出自《新唐書》